# Arnold II. von Dachau
Arnold II. von Dachau (auch von Scheyern-Dachau) († vor 25. April 1124) war ein Graf von Scheyern-Dachau.

## Leben
Arnold II. von Scheyern war der zweitjüngste Sohn des Arnold I. von Scheyern und der Beatrix von Reipersberg.
Von ihm ist nur bekannt, dass er in der Nähe des Schlosses Schleißheim erschlagen wurde. Seine Mutter ließ an der Stelle, wo der Mord geschah, eine kleine Kapelle  errichten.